# Appomattox River
Der Appomattox River ist ein etwa 220 Kilometer langer Zufluss zum James River in der Mitte und im Osten des US-Bundesstaates Virginia. Er entwässert die Anbauregion für Baumwolle und Tabak des Piedmont und die Küstenebene südwestlich von Richmond.
Ein anderer, historischer Name des Appomattox River ist unter anderem North Branch und verschiedene Schreibweisenvarianten, etwa Apamatuck, Apamutiky, Appamattuck, Appomattake oder Apumetecs existieren.

## Lauf
Der Appomattox River entspringt im Nordosten des Appomattox County, etwa 16 km nordöstlich der Stadt Appomattox und fließt in allgemein südöstlicher Richtung durch den Buckingham-Appomattox State Forest nach Farmville. Von dort aus macht er einem großen Bogen in südöstlicher Richtung zur Küstenebene hin. Er fließt südwestlich an Richmond vorbei und durch den Stausee Lake Chesdin und erreicht dann Petersburg. Bis dorthin ist der Fluss schiffbar. Er passiert die Tri-Cities und mündet von Westen in den James River bei City Point in Hopewell.

## Geschichte
Im April 1865, während des Appomattoxfeldzuges im Amerikanischen Bürgerkrieg versuchten die Truppen der Konföderierten Staaten von Amerika, die High Bridge über den Fluss nordwestlich von Burkeville niederzubrennen, um den sie verfolgenden Unionstruppen zu entkommen, nachdem Petersburg gefallen war. Die Einnahme der Brücke durch die Union zwang General Robert E. Lee zur Kapitulation im Appomattox Court House und beendete damit den Bürgerkrieg in Virginia.

## Namensvarianten
Der Fluss besitzt mehrere Bezeichnungsvarianten:
- Apamatuck River[3]
- Apamutiky River[4]
- Apomatok River[5]
- Appamattuck River[6]
- Appamattux River[7]
- Appamatuck River[8]
- Appomattox River[9]
- Appomattake River[10]
- Apumetecs River[11]
- North Branch[12]
- North Branch Appomattow River[9]